# Crkva sv. Ivana s grobljem sa stećcima u Stilji
Crkva sv. Ivana sa srednjovjekovnim grobljem sa stećcima u Stilji, Grad Vrgorac, zaštićeno kulturno dobro

## Opis dobra
Vrijeme nastanka: od 15. do 18. stoljeća. Crkva sv. Ivana u Stilji jednobrodna je građevina s naknadno dodanom pravokutnom apsidom na istoku i ulazom na zapadu te trodijelnom preslicom na pročelju. Sagrađena je u 18. stoljeću. Osobitost crkve su zidovi, djelomično građeni od stećaka. Sačuvano je deset stećaka od kojih je sedam ugrađeno u zidove crkve a tri su ispred same crkve koji svjedoče o postojanju srednjovjekovnog groblja starijeg od same crkve.

## Zaštita
Pod oznakom Z-2803 zavedena je kao nepokretno kulturno dobro - pojedinačno, pravna statusa zaštićena kulturnog dobra, klasificirano kao "sakralna graditeljska baština".